# 48e (South Midland) Infanteriedivisie

Insigne van het Britse 48e Infanteriedivisie

De 48e (South Midland) Divisie (Engels: 48th (South Midland) Division) was een Britse infanteriedivisie gedurende de Eerste Wereldoorlog als de Tweede Wereldoorlog. Oorspronkelijk heette de divisie de 'South Midland Division', maar in 1915 omgevormd tot de 48e Divisie. 

## Geschiedenis

### Eerste Wereldoorlog
De 48e Divisie werd in maart 1915 naar Frankrijk gezonden om te dienen aan het Westfront en later in Italië. Ze namen deel aan de Slag aan de Somme, de Slag om Pozières en de Derde Slag om Ieper.

### Tweede Wereldoorlog
De 48e Divisie maakte tijdens de Tweede Wereldoorlog onderdeel uit van de Territorial Army. In 1940 werd de divisie als onderdeel van de British Expeditionary Force (BEF) naar Frankrijk gezonden. De divisie was daar maar kort bij gevechtshandelingen betrokken en werd daarna bij Duinkerke geëvacueerd. 
De divisie was naar zijn terugkeer in Groot-Brittannië gedurende de oorlog niet meer betrokken bij gevechtshandelingen buiten Groot-Brittannië. In 1944 werd de divisie gereduceerd tot een reservedivisie.  

## Formatie tijdens de Eerste Wereldoorlog
143e Brigade (Warwickshire)
- 1/5th Battalion, The Royal Warwickshire Regiment
- 1/6th Battalion, The Royal Warwickshire Regiment
- 1/7th Battalion, The Royal Warwickshire Regiment
- 1/8th Battalion, The Royal Warwickshire Regiment (tot september 1918)

144e Brigade (Gloucester and Worcester)
- 1/4th (City of Bristol) Battalion, The Gloucestershire Regiment
- 1/6th Battalion, The Gloucestershire Regiment
- 1/7th Battalion, The Worcestershire Regiment
- 1/8th Battalion, The Worcestershire Regiment (tot september 1918)

145e Brigade (South Midland)
- 1/5th Battalion, The Gloucestershire Regiment (tot september 1918)
- 1/4th Battalion, The Oxfordshire and Buckinghamshire Light Infantry
- 1/1st Buckinghamshire Battalion, The Oxfordshire and Buckinghamshire Light Infantry
- 1/4th Battalion, Princess Charlotte of Wales's (Royal Berkshire Regiment)

Genie
- 1/5th (Cinque Ports) Battalion, The Royal Sussex Regiment

## Formaties tijdens de Tweede Wereldoorlog

### Infanterie
- 143e Infanteriebrigade
  - 1st Bn. Oxfordshire and Buckinghamshire Light Infantry
  - 5th Bn. The Royal Warwickshire Regiment
  - 1/7th Bn. The Royal Warwickshire Regiment

- 144e Infanteriebrigade
  - 5th Bn. The Gloucestershire Regiment
  - 2nd Bn. The Royal Warwickshire Regiment
  - 8th Bn. The Worcestershire Regiment

- 145e Infanteriebrigade
  - 4th Bn. The Oxfordshire and Buckinghamshire Light Infantry
  - 4th Bn. The Gloucestershire Regiment
  - 1st Bn. Buckinghamshire Battalion, The Oxfordshire and Buckinghamshire Light Infantry

### Ondersteuningseenheden
- 48th Reconnaissance Regiment, Royal Armoured Corps (Later 43rd Recon Regt. RAC)
- 1 Lothians and Border Horse
- 67th Field Regiment RA
- 68 Field Regiment RA
- 99 Field Regiment RA
- 53 Anti-Tank Regiment RA
- 48th(South Midlands)Division Royal Signals TA
- 224 Field Company RE
- 225 Field Company RE
- 226 Field Company RE
- 227 Field Park Company RE
- 48th(South Midlands) Divisional Royal Army Service Corps Territorial Army
- Headquarters - CRASC (Commander Royal Army Service Corps)
- 515 Ammunition Company RASC TA
- 517 Petrol Company RASC TA
- 518 Supply Company RASC TA

## Bevelhebbers
- 1941 Generaal-majoor Arthur Grasset
- 1961 Generaal-majoor John Worsley